# 11087 Ямасакімакото
11087 Ямасакімакото (11087 Yamasakimakoto) — астероїд головного поясу, відкритий 15 жовтня 1993 року.
Тіссеранів параметр щодо Юпітера — 3,625.
Названо на честь астронома-аматора Ямасакі Макото (яп. やまさき・まこと(山崎誠)).